# Norsån
Norsån är en by i Ludvika kommun, belägen invid ån med samma namn, omkring tio kilometer väster om Grangärde. I Norsån fanns en gång både hytta och stångjärnshammare, tillhörande bergsmännen i Västansjö. Hammaren tillkom förmodligen 1634, medan hyttan är belagd redan 1562. 1890 upphörde driften vid hammaren. Strax väster om Norsån låg under 1800-talets senare del Olofsfors manufakturverk. Numera syns få spår av industrin i byn, som länge var helt avfolkad. Idag bor ett fåtal personer i Norsån.